# Confrontos entre Avaí e Joinville no futebol
Avaí versus Joinville é um clássico de futebol catarinense, que envolve as equipes do Avaí Futebol Clube e do Joinville Esporte Clube. Este é reconhecidamente um dos grandes clássicos de Santa Catarina.

## História
Em toda a história do confronto entre Avaí e Joinville, aconteceram 209 jogos, com 67 vitórias do Avaí, 56 empates e 86 vitórias do Joinville. O Avaí fez 223 gols e o Joinville 273 gols.
O maior artilheiro do confronto é o ex-atacante Jacaré do Avaí que fez 14 gols. Nardela, do JEC, o segundo com 13 gols. Décio Antonio (Avaí) fez 8 e Lima (Joinville) anotou 10 gols. Jacaré é o maior artilheiro do Avaí no confronto com 14 gols marcados, já pelo lado do Joinville Nardela anotou 13 gols.
O Maior público do confronto aconteceu na Ressacada no dia 02 de maio de 2010, quando 17.012 pagantes estiveram presentes na vitória avaiana por 2x0, na final do Campeonato Catarinense daquele ano.

## Goleadas
As maiores goleadas nos clássicos entre Avaí e JEC aconteceram a âmbito estadual. O Avaí aplicou um 5 a 1 no Campeonato Catarinense 2010, na Ressacada. O Joinville goleou o Avaí por 4x0 na Arena Joinville no estadual de 2011.

## Confrontos em competições nacionais

### Campeonato Brasileiro
Série A
| Data                   | Estádio          | Casa      | Visitante | Placar | Gols (casa)                       | Gols (visitante)   |
| ---------------------- | ---------------- | --------- | --------- | ------ | --------------------------------- | ------------------ |
| 6 de novembro de 1977  | Ernesto Sobrinho | Joinville | Avaí      | 1–0    | Toninho                           |                    |
| 2 de agosto de 2015    | Arena Joinville  | Joinville | Avaí      | 2–0    | Jeci 39', Gutti 60'               |                    |
| 18 de novembro de 2015 | Ressacada        | Avaí      | Joinville | 2–1    | André Lima 18', Everton Silva 87' | Fernando Viana 42' |

Série B
| Data                   | Estádio          | Casa      | Visitante | Placar | Gols (casa)          | Gols (visitante)                           |
| ---------------------- | ---------------- | --------- | --------- | ------ | -------------------- | ------------------------------------------ |
| 19 de outubro de 1988  |                  | Joinville | Avaí      | 1–1    |                      |                                            |
| 25 de outubro de 1988  |                  | Avaí      | Joinville | 0–0    |                      |                                            |
| 12 de novembro de 1988 | Ressacada        | Avaí      | Joinville | 3–0    |                      |                                            |
| 26 de novembro de 1988 | Ernesto Sobrinho | Joinville | Avaí      | 1–0    |                      |                                            |
| 8 de agosto de 1999    | Ernesto Sobrinho | Joinville | Avaí      | 1–0    |                      |                                            |
| 4 de outubro de 2000   |                  | Joinville | Avaí      | 2–2    |                      |                                            |
| 26 de setembro de 2001 | Ernesto Sobrinho | Joinville | Avaí      | 4–1    |                      |                                            |
| 18 de novembro de 2001 | Ressacada        | Avaí      | Joinville | 2–0    |                      |                                            |
| 13 de setembro de 2002 | Ressacada        | Avaí      | Joinville | 2–1    |                      |                                            |
| 30 de agosto de 2003   | Ernesto Sobrinho | Joinville | Avaí      | 2–2    |                      |                                            |
| 29 de junho de 2004    | Ressacada        | Avaí      | Joinville | 1–0    |                      |                                            |
| 2 de junho de 2012     | Ressacada        | Avaí      | Joinville | 1–2    | Felipe Alves 15'     | Glaydson 45', Lima 67'                     |
| 8 de setembro de 2012  | Arena Joinville  | Joinville | Avaí      | 1–0    | Ricardinho 78' (pen) |                                            |
| 7 de junho de 2013     | Ressacada        | Avaí      | Joinville | 0–2    |                      | Ronaldo 34', Lima 44'                      |
| 20 de setembro de 2013 | Arena Joinville  | Joinville | Avaí      | 1–2    | Martín Ligüera 90+3' | Héracles 39', Beto 56'                     |
| 26 de julho de 2014    | Arena Joinville  | Joinville | Avaí      | 0–1    |                      | Cléber Santana 84'                         |
| 24 de outubro de 2014  | Ressacada        | Avaí      | Joinville | 0–3    |                      | Rogério 3', Fernando Viana 9', Fabinho 73' |
| 11 de junho de 2016    | Ressacada        | Avaí      | Joinville | 0–1    |                      | Carlos Alberto 15'                         |
| 23 de setembro de 2016 | Arena Joinville  | Joinville | Avaí      | 0–1    |                      | Rômulo 22'                                 |

Série C
| Data                   | Estádio | Casa      | Visitante | Placar | Gols (casa) | Gols (visitante) |
| ---------------------- | ------- | --------- | --------- | ------ | ----------- | ---------------- |
| 27 de agosto de 1995   |         | Avaí      | Joinville | 4–2    |             |                  |
| 14 de setembro de 1995 |         | Joinville | Avaí      | 1–0    |             |                  |

## Títulos
| Competições                                 | Joinville | Avaí |
| Brasileirão Série B                         | 1         | 0    |
| Brasileirão Série C                         | 1         | 1    |
| Campeonato Catarinense                      | 12        | 19   |
| Copa SC                                     | 5         | 1    |
| Taça SC                                     | 1         | 0    |
| Taça Governador do Estado de Santa Catarina | 3         | 2    |
| Recopa Catarinense                          | 1         | 0    |
| Recopa Sul Brasileira                       | 1         | 0    |
| Total                                       | 25        | 23   |